# ووهیترانیوونا
ووهیترانیوونا (به لاتین: Vohitranivona) یک منطقهٔ مسکونی در ماداگاسکار است که در آتسینانانا واقع شده‌است. ووهیترانیوونا ۷٬۵۵۷ نفر جمعیت دارد و ۳۲ متر بالاتر از سطح دریا واقع شده‌است.